# Almuth Marianne Kroll

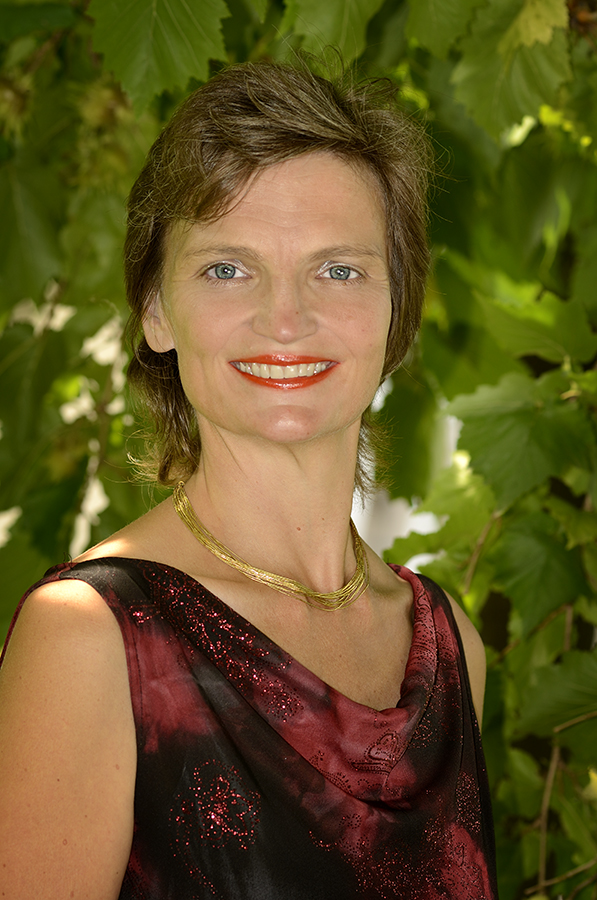
Almuth Marianne Kroll (2013)

Almuth Marianne Kroll (* 1966 in Hildesheim) ist eine deutsche Opern- und Konzertsängerin (Stimmlage Sopran) und Gesangslehrerin.

## Leben und Wirken
Kroll besuchte bis zum Abitur in Hildesheim die Schule. Von 1985 bis 1992 studierte sie an der Musikhochschule Hannover im Studiengang Oper bei Marie-Louise Gilles und schloss ihr Studium 1992 als Diplom-Opernsängerin ab. Von 1988 bis 1992 absolvierte sie eine Tanzausbildung an der Tanzakademie Brakel. Ein weiteres Studium in Gesangspädagogik an der Hochschule für Musik Detmold schloss sie 1995 als Staatlich geprüfter Musikschullehrer und selbständiger Gesangslehrer ab. Private Gesangsstudien und Meisterkurse absolvierte sie bei Ingeborg Hallstein, Wilma Lipp,  Judith Beckmann, Gundula Janowitz und Gabriele Maria Ronge. Sie war Stipendiatin des Richard-Wagner-Verbandes für die Bayreuther Festspiele (1990) und der „Münchner Singschul“. Außerdem nahm sie an einem Meisterkurs für Opernregie bei Ruth Berghaus am Staatstheater Cottbus teil.
Bereits vor ihrem Studium sang Kroll 1984 in einer Produktion des Stadttheaters Hildesheim die Rolle der Bastienne in Mozarts Oper Bastien und Bastienne. Nach dem Studium  folgten 1994 Rosalinde und Bastienne am Staatstheater Cottbus unter der Regie von Ruth Berghaus. 1999 wirkte sie an der Uraufführung der Oper Der Sprung von Georg Hajdu am Theater im Pumpenhaus in Münster mit. Es folgten Engagements bei Oper an der Leine Hannover als „Bubikopf“ in Der Kaiser von Atlantis von Viktor Ullmann und in der Bach-Kantate Der Streit zwischen Phoebus und Pan. Von 2001 bis 2003 war Kroll am Theater Lüneburg als Solistin engagiert u. a. als Baronin in Der Wildschütz von Albert Lortzing, Nedda in Der Bajazzo von Leoncavallo und Lauretta in Puccinis Gianni Schicchi.
Sie wirkte außerdem als Solistin bei Konzerten und Liederabenden und als Oratoriensängerin, zum Beispiel sang sie die Sopran-Partien in Beethovens 9. Sinfonie, in Ein deutsches Requiem von Brahms, im Requiem op. 9 von Maurice Duruflé, in Händels Messiah oder in der Kleinen Orgelsolomesse von Haydn.  Unter anderem war sie mehrfach zu Gast beim Festival Musikwoche Hitzacker.
Kroll lehrte von 2007 bis 2008 als Professorin für Oper und Gesang am College of Music der Mahidol-Universität in Bangkok. Von 2013 unterrichtete sie an der Kreismusikschule Wolfenbüttel und gründete anschließend ein eigenes Gesangsstudio.
Im Jahr 1999 gründete sie den gemeinnützigen Verein Musikforum-Niedersachsen e.V., der sich zum Ziel gesetzt hatte, musische und kulturelle Bildung von Kindern und Jugendlichen durch Aufführung kindgerechter Bearbeitungen großer Opern zu bewirken. Durch diese kulturelle Basisarbeit hatten bis heute mehr 30.000 Kinder die Gelegenheit, die Genres Oper und Musiktheater direkt zu erleben.